# Кукунор
Кукуно́р (з монгольської блакитне озеро, офіційна китайська назва кит.: 青海湖 Цинхай) — тектонічне, безстічне солоне озеро в Китаї у провінції Цінхай, на Тибетському нагір'ї, на висоті 3205 метрів.
Озеро є залишком древньої великої водойми, яка існувала тут в льодовиковий період. Льодовики в той час спускались з гір далеко вниз, танули в міжгірних улоговинах, де і виникали велетенські озера. Протягом більшої частини XX століття озеро зменшувалося, однак з 2004 року його розміри почали збільшуватися. Для річок, що впадають в озеро характерна літня повінь, що зумовлює помітні сезонні коливання рівня води. Влітку вода прогрівається до 18-20 °C, а з листопада до березня озеро замерзає. Вміст мінеральних речовин в сухий сезон (взимку) досяга 11,3 грамів на літр.

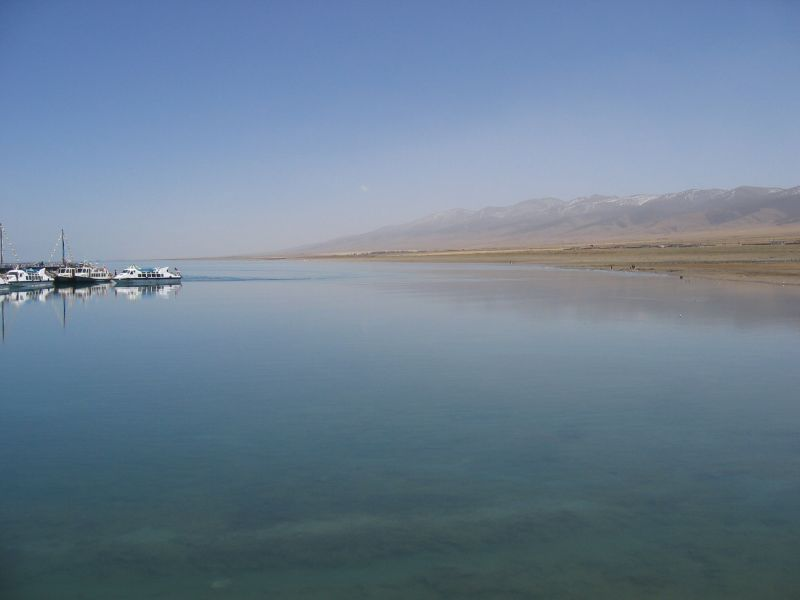
Озеро Кукунор, травень 2006 року
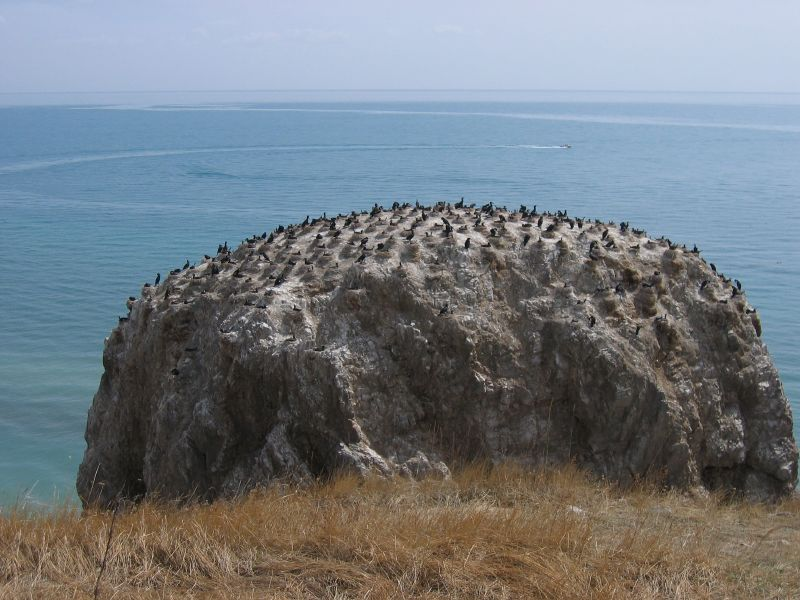
Пташиний острів

## Клімат
| Клімат озера Кукунор                      | Клімат озера Кукунор | Клімат озера Кукунор | Клімат озера Кукунор | Клімат озера Кукунор | Клімат озера Кукунор | Клімат озера Кукунор | Клімат озера Кукунор | Клімат озера Кукунор | Клімат озера Кукунор | Клімат озера Кукунор | Клімат озера Кукунор | Клімат озера Кукунор | Клімат озера Кукунор |
| Показник                                  | Січ.                 | Лют.                 | Бер.                 | Квіт.                | Трав.                | Черв.                | Лип.                 | Серп.                | Вер.                 | Жовт.                | Лист.                | Груд.                | Рік                  |
| Середній максимум, °C                     | −2,7                 | −0,2                 | 5,1                  | 10,8                 | 15,5                 | 18,5                 | 21,3                 | 21,0                 | 16,1                 | 10,0                 | 2,8                  | −1,3                 | 9,7                  |
| Середня температура, °C                   | −10                  | −7,1                 | −1,6                 | 4,1                  | 8,9                  | 12,2                 | 14,7                 | 14,2                 | 9,2                  | 2,9                  | −4,6                 | −8,8                 | 2,8                  |
| Середній мінімум, °C                      | −15,4                | −12,4                | −7                   | −2                   | 2,7                  | 6,2                  | 8,9                  | 8,2                  | 3,7                  | −2,3                 | −9,6                 | −13,9                | −2,7                 |
| Норма опадів, мм                          | 1                    | 2                    | 6                    | 17                   | 45                   | 65                   | 87                   | 85                   | 54                   | 20                   | 3                    | 1                    | 386                  |
| ----------------------------------------- | -------------------- | -------------------- | -------------------- | -------------------- | -------------------- | -------------------- | -------------------- | -------------------- | -------------------- | -------------------- | -------------------- | -------------------- | -------------------- |
| Джерело: www.yr.no (temperature averages) |                      |                      |                      |                      |                      |                      |                      |                      |                      |                      |                      |                      |                      |